# Gehrden
Gehrden város Németországban, azon belül Alsó-Szászország tartományban. Lakosainak száma 15 329 fő (2023. december 31.). Gehrden Wennigsen, Ronnenberg, Barsinghausen, Seelze és Hannover községekkel határos.

## Városrészei
- Gehrde
- Lenthe
- Northen
- Everloh
- Ditterke
- Redderse
- Leveste
- Lemmie

## Képek

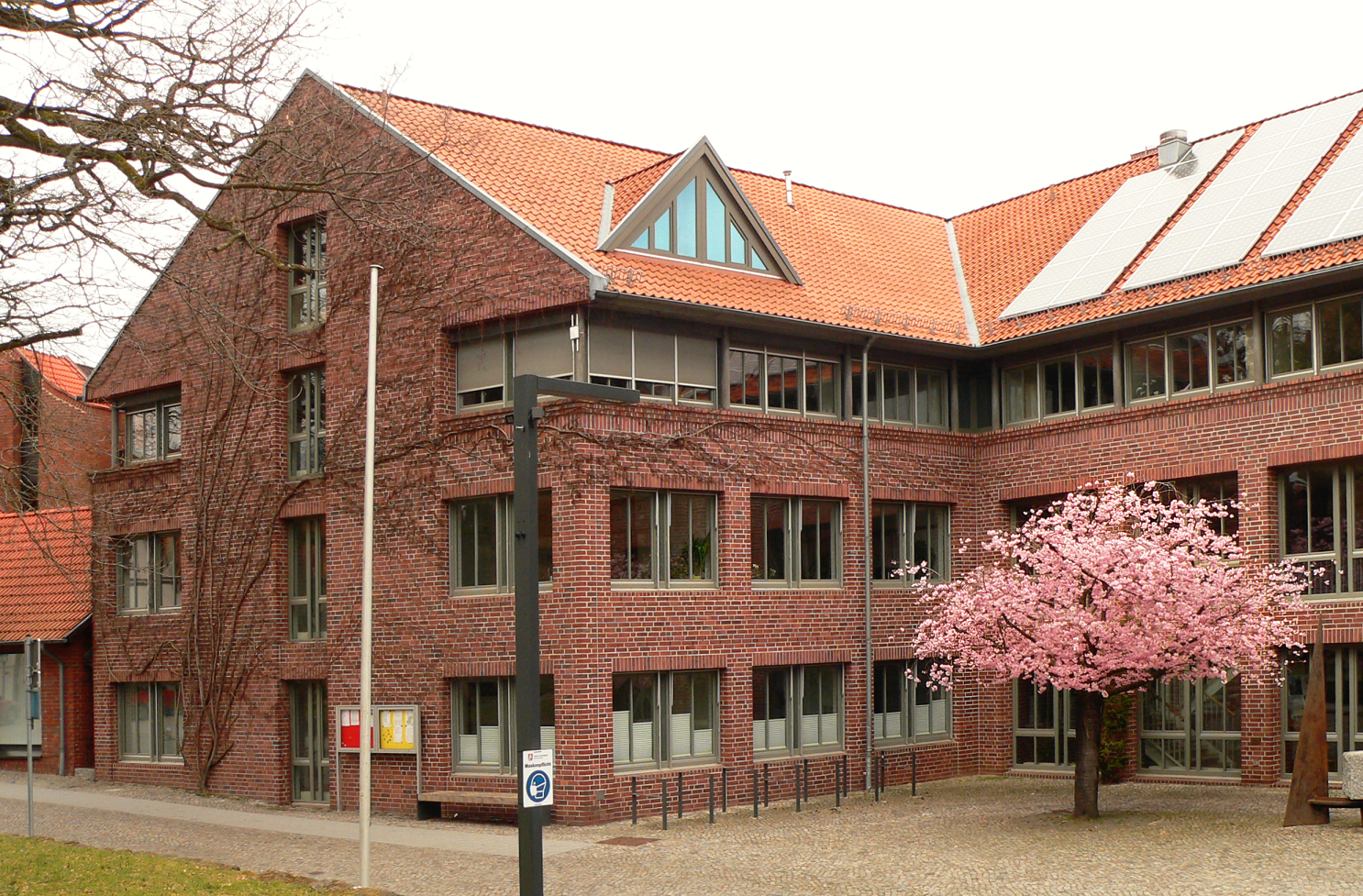
A tanácsház
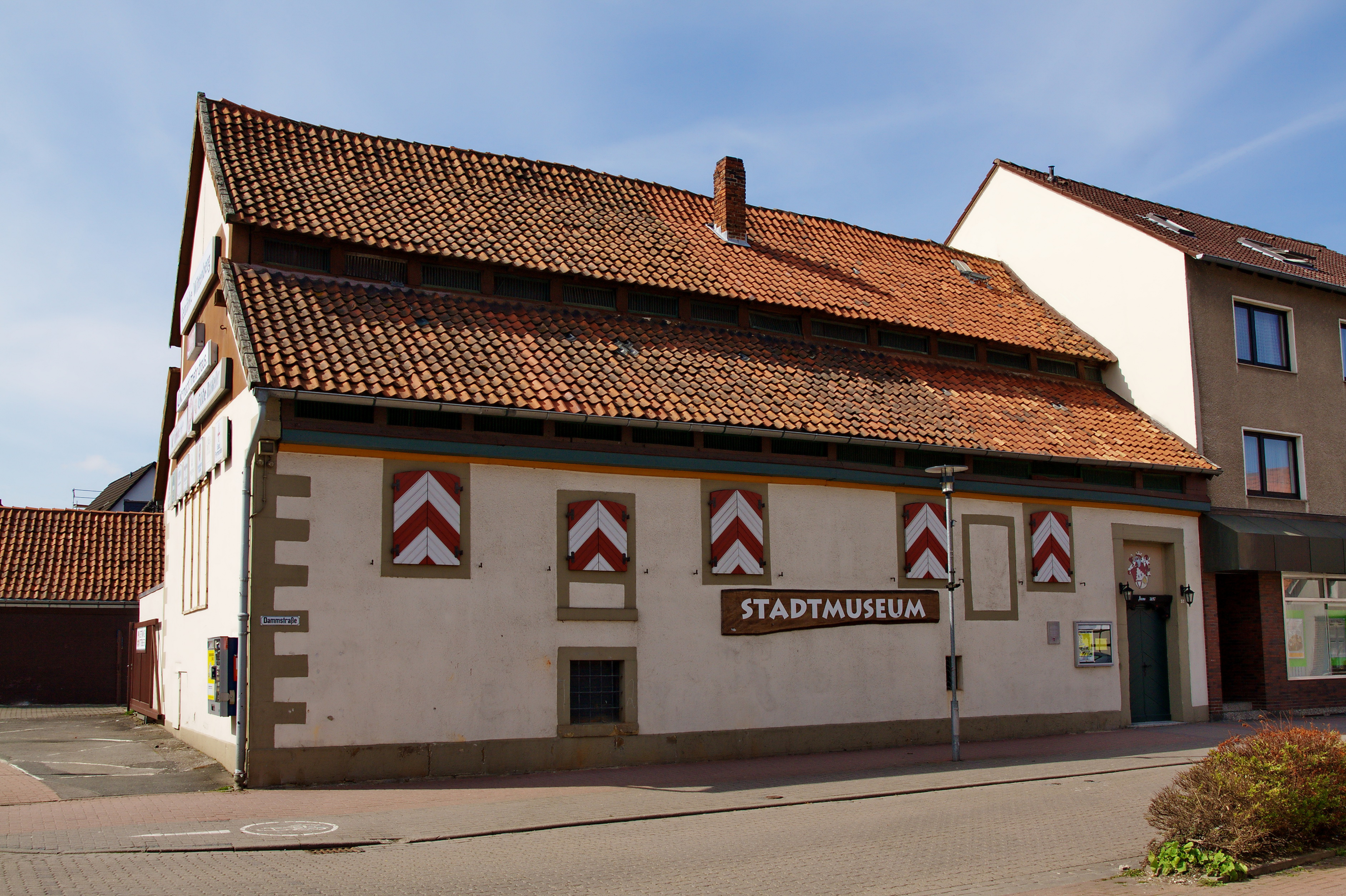
A múzeum Gehrdenben
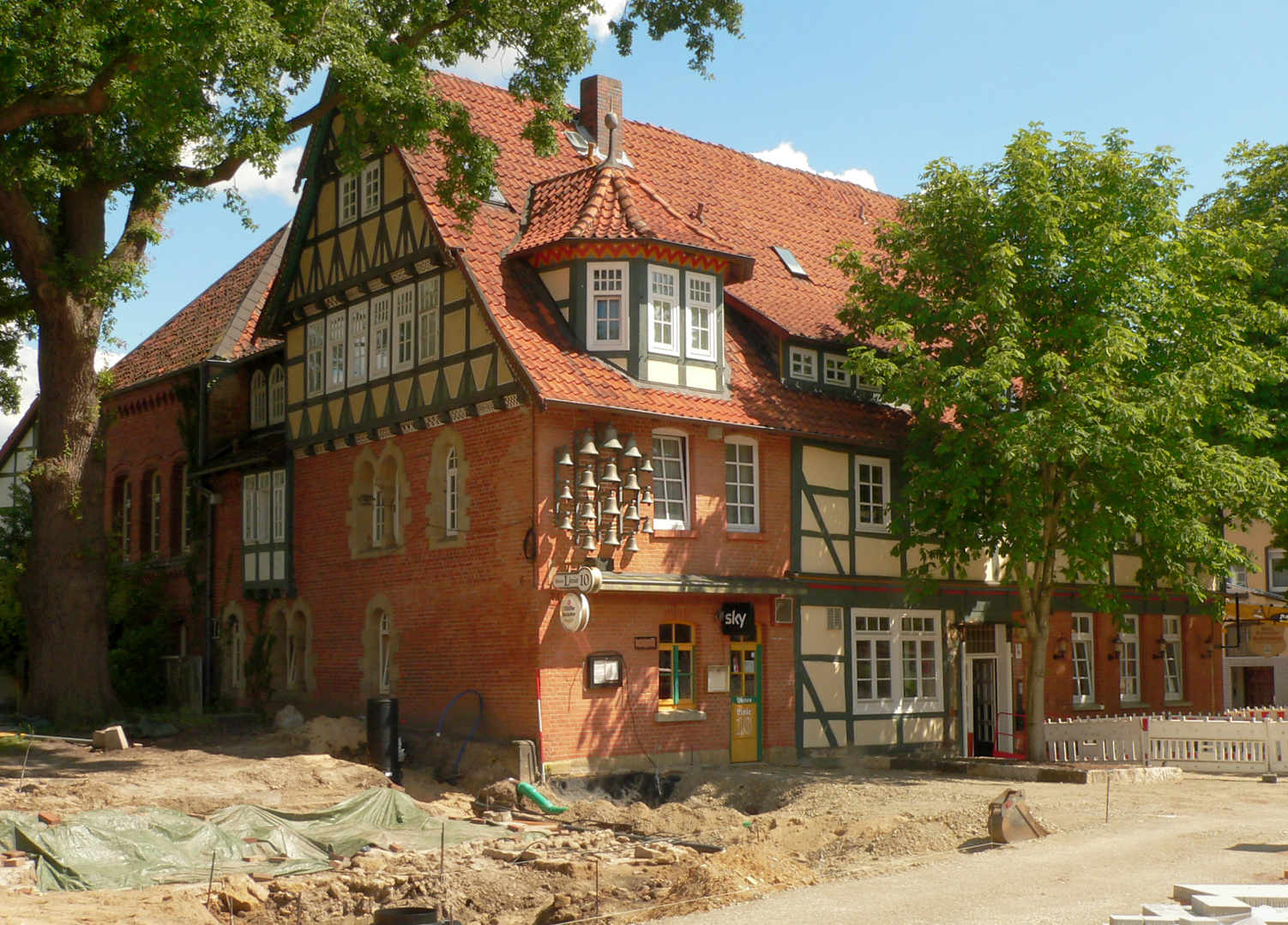
A Ratskeller Gehrdenben
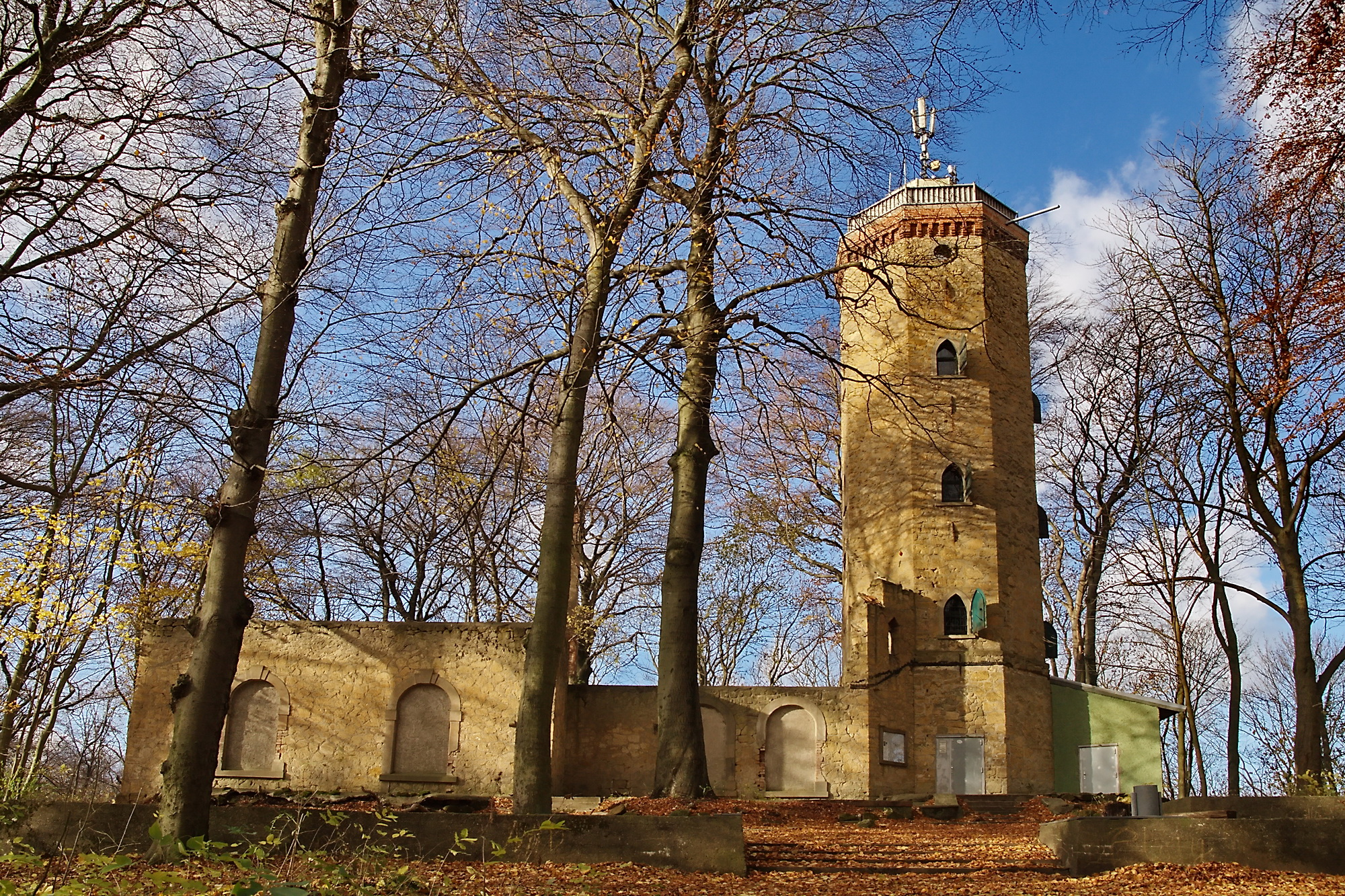
A Vártorony Gehrdenben
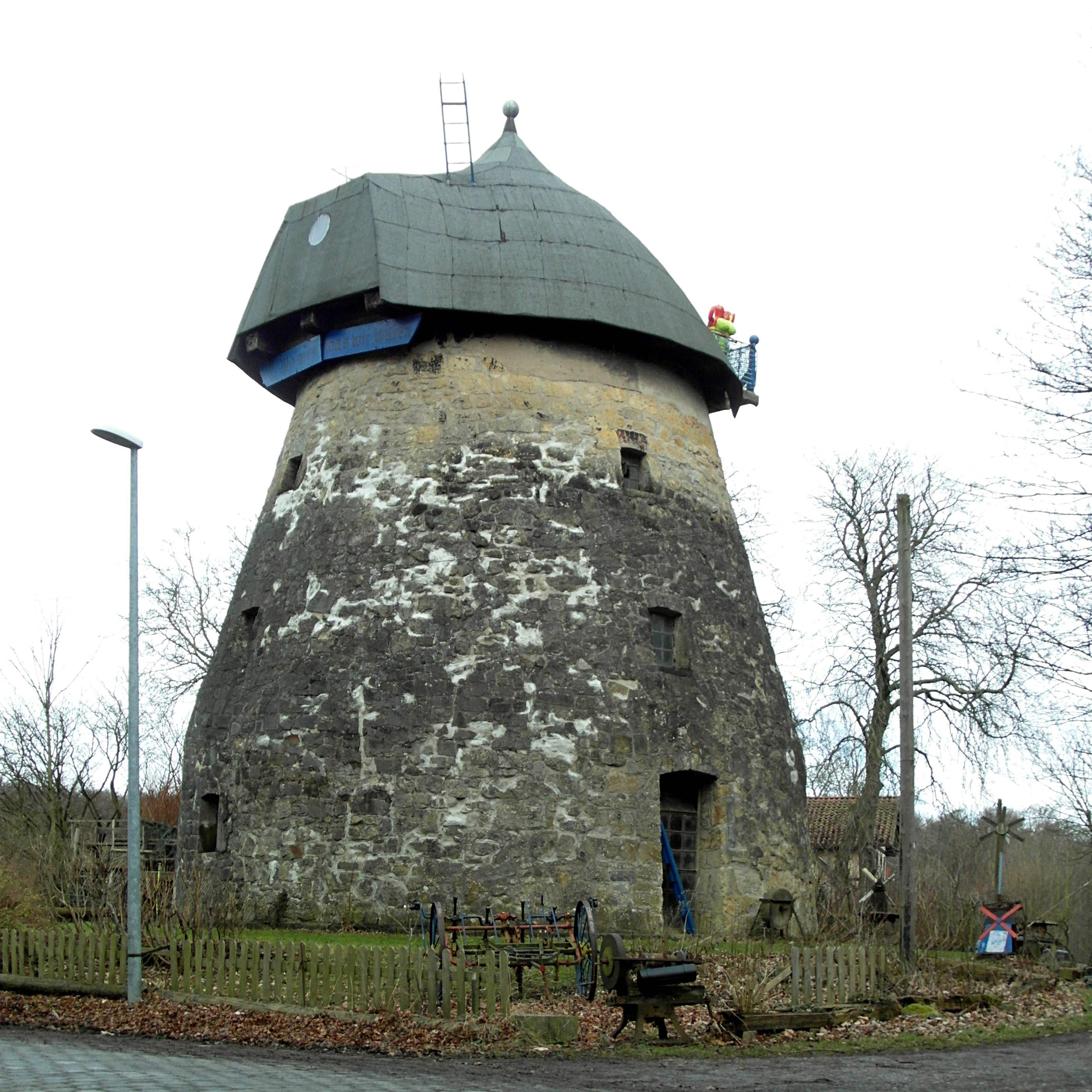
A malom (Struckmeyersche Mühle)
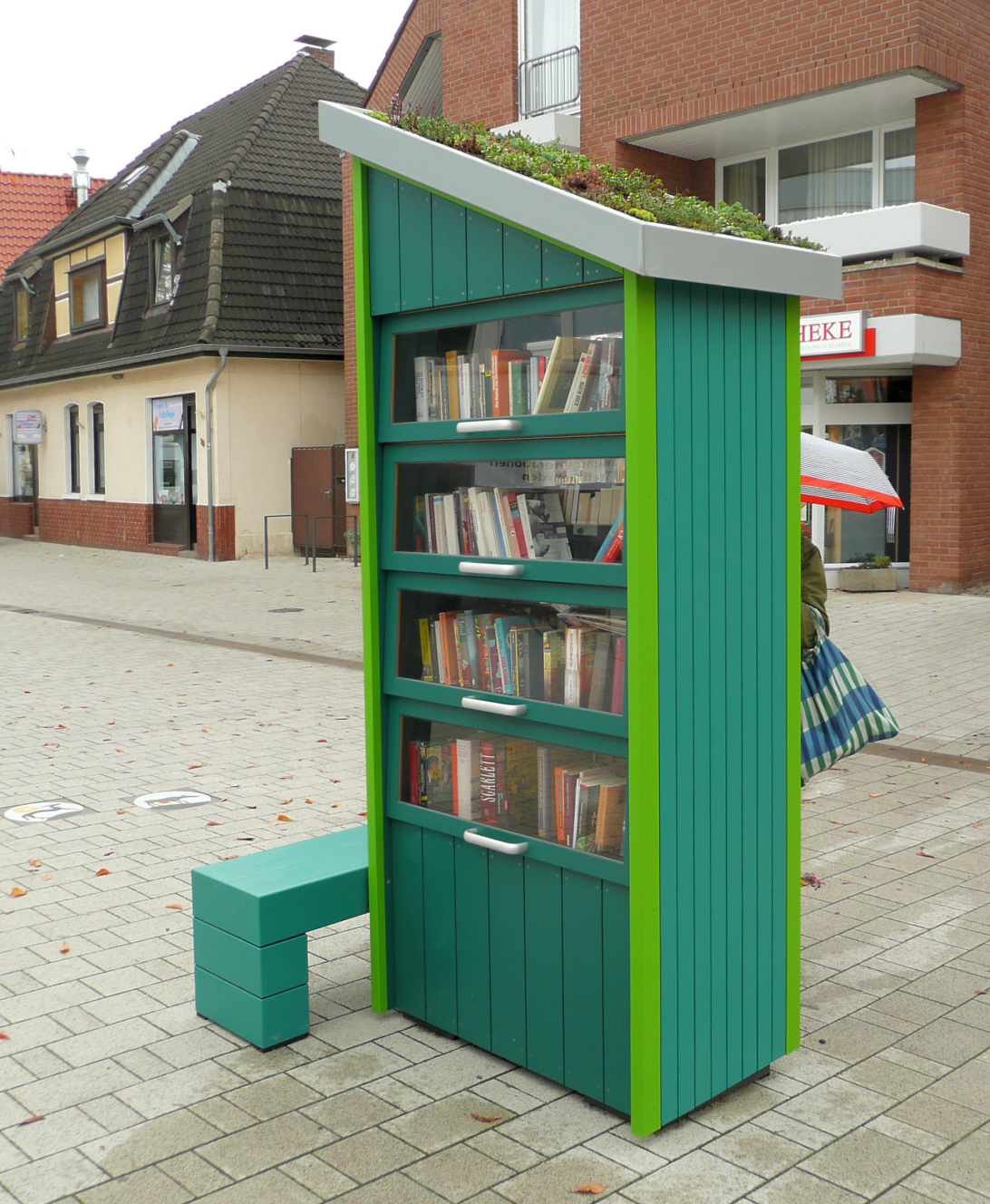
Nyilvános könyvesszekrény
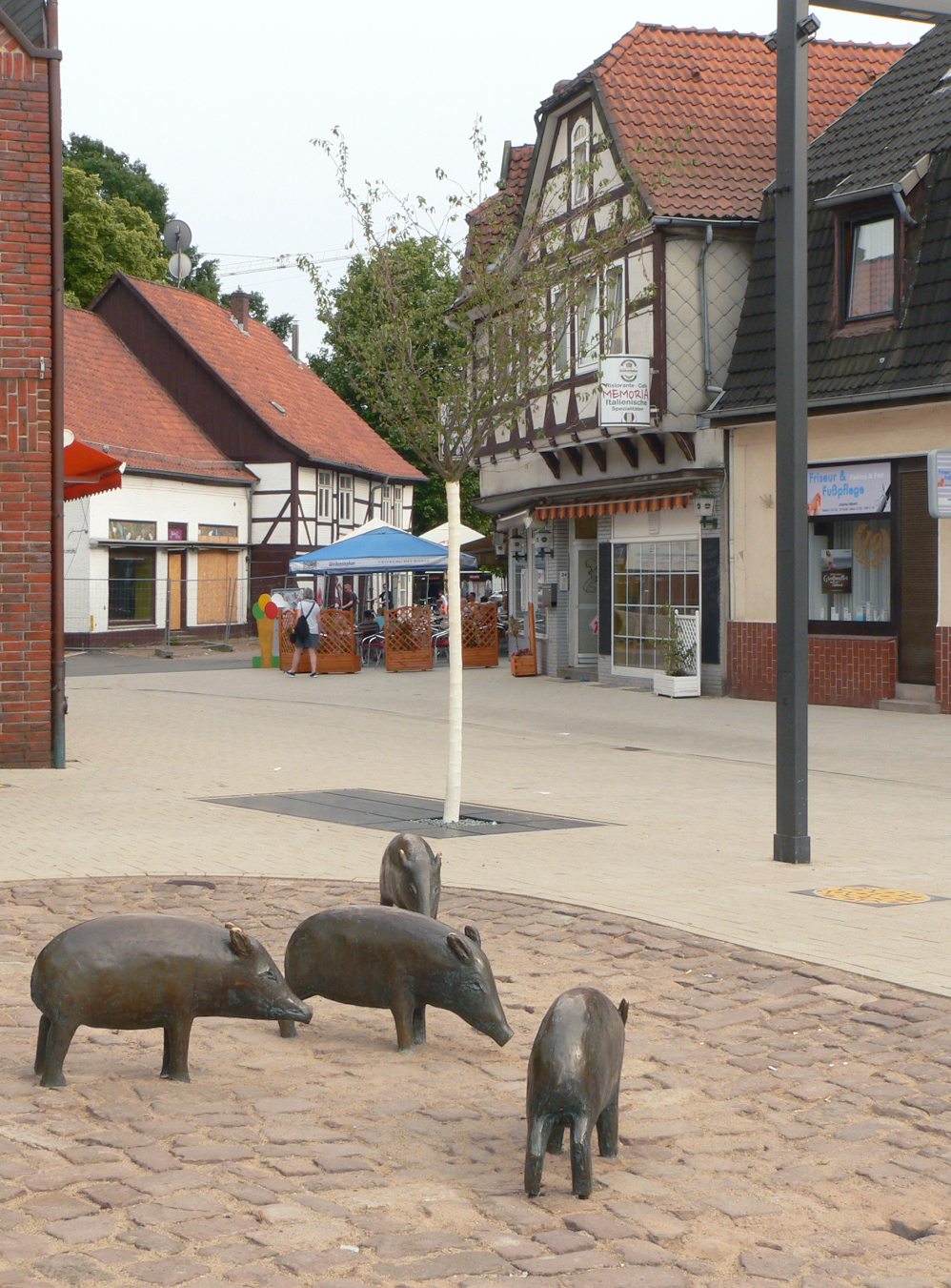
A sétány

## Népesség
A település népességének változása:
| Lakosok száma | 14 845 | 14 903 | 14 864 | 15 177 | 15 426 | 15 329 |
|               | 2016   | 2017   | 2019   | 2021   | 2022   | 2023   |